# جسر التنهدات
جسر التنهدات (بونتي دي سوسبيري Ponte dei Sospiri بالإيطالية) هو واحد من أشهر جسور البندقية (إيطاليا). يقع على مسافة قريبة من ميدان بلازا دي سان ماركوس ويصل بين قصر البندقية وسجن سابق لمحاكم التفتيش، عابراً نهر ريو دي بلازو.

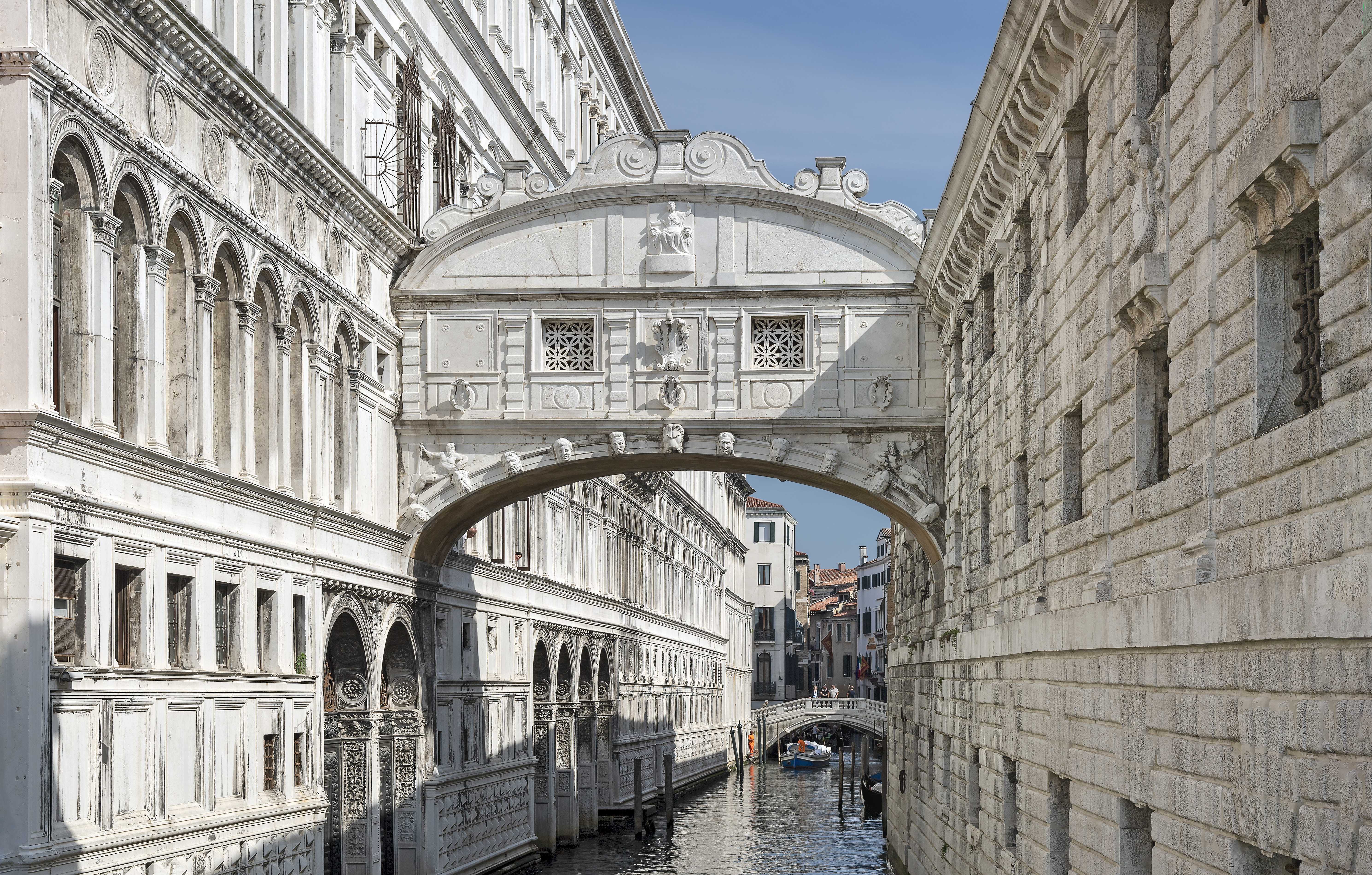
بونتي دي سوسبيري

صمم جسر التنهدات المهندس المعماري الإيطالي أنطونيو كونتينو. استكمل بناؤه نحو عام 1600م. وقد أشار لورد بيرون إلى الجسر في قصيدة شعرية بعنوان شيلد هارولدز. أطلق اسم جسر التنهدات على المبنى لأن المساجين كان ينبغي عليهم عبوره. كان المساجين يرحلون من السجن إلى القصر للمحاكمة، خلال مرورهم فوق الجسر، وإذا كان المساجين مذنبين يتم إرسالهم لتنفيذ حكم الإعدام فيهم من خلال ممر آخر من الجسر.
يوجد جسر بنفس الاسم والشكل في إنجلترا والذي يشكّل جسر التنهّدات أحد أشهر ما يطبع أكسفورد. بني في العام 1913 على شكل جسر التنهّدات في البندقيّة، من أجل الربط ما بين مبنيين لمعهد «هرتفورد» (Hertford College) مقابل «نيو كولدج لاين» (New College Lane). وهو اليوم لا يُفتتح إلاّ لأعضاء الجامعة، وغالباً ما يستعمَل كخلفيّة لصور التخرّج. كما يوجد جسر آخر بنفس الاسم في حي بارانكو بليما، بيرو

## أصل الكلمة
كان المنظر من جسر التنهدات هو آخر منظر لمدينة البندقية شاهده المدانون قبل سجنهم. تم توريث الاسم الإنجليزي للجسر من قبل اللورد بايرون في القرن التاسع عشر كترجمة من الإيطالية "Ponte dei sospiri"، ويصور مشهد أن السجناء وهم يتنهدون عند رؤيتهم النهائية لمدينة البندقية الجميلة من خلال النافذة قبل أن إنزالهم إلى زنازينهم. بحيث أنه كانت أيام محاكم التفتيش والإعدام بإجراءات موجزة قد ولت بحلول الوقت الذي تم فيه بناء الجسر، [بحاجة لمصدر] وكانت الزنازين الموجودة تحت سقف القصر مشغولة في الغالب من قبل المجرمين الصغار. يمكن رؤيته من داخل الجسر بسبب الشوايات الحجرية التي تغطي النوافذ.

## في الثقافة
أوبرا Le pont des soupirs لعام 1861 لجاك أوفنباخ تشير إلى الجسر، وكذلك أغنية «البندقية» لفرقة ميلون ديزل من جبل طارق.

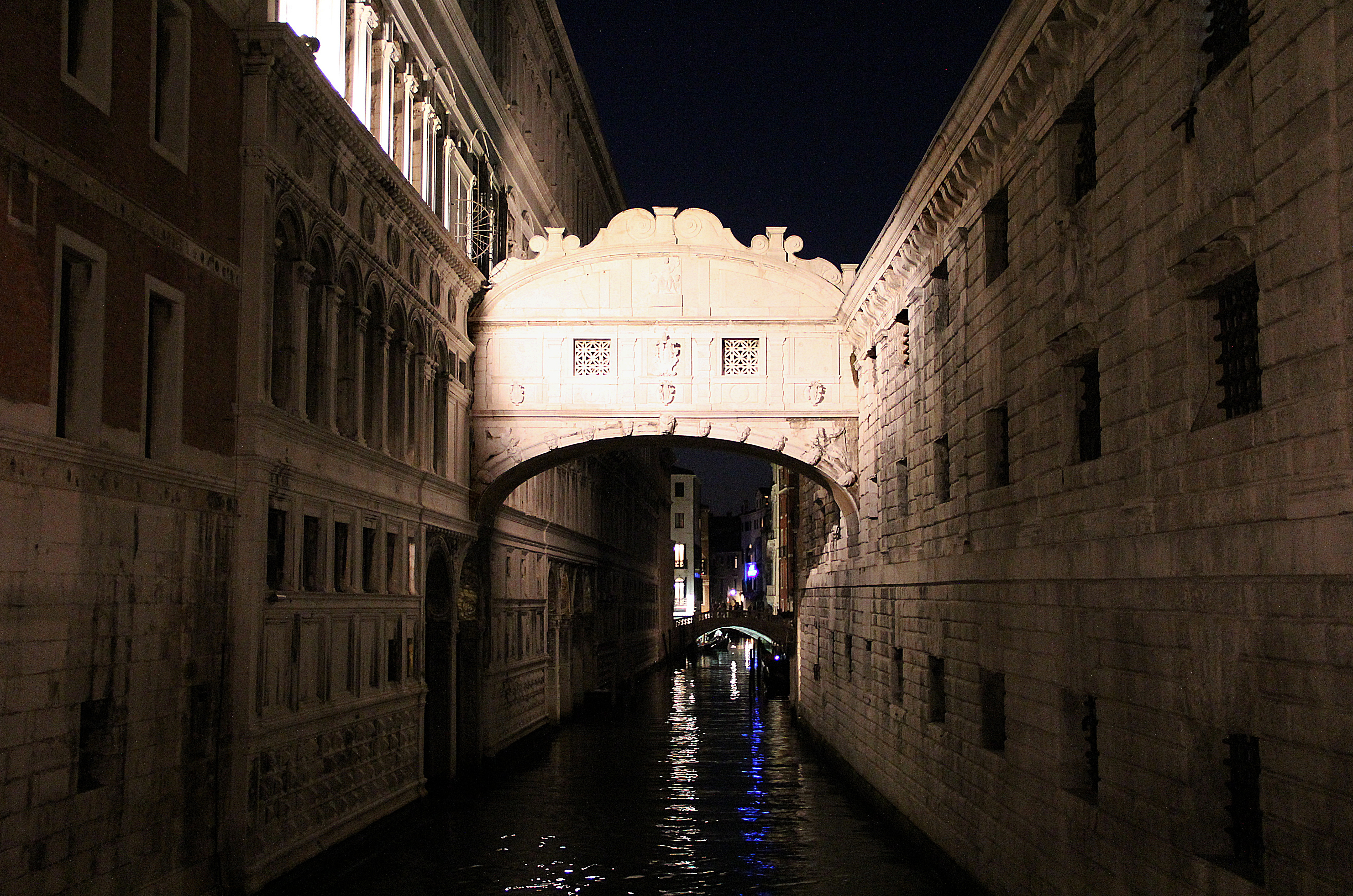
جسر التنهدات يرى بالليل

سجل المغني وكاتب الأغاني الفرنسي الأرمني تشارلز أزنافور أغنيته الشهيرة Que C'est Triste Venise في عام 1964. وتشير كلماتها إلى الجسر وإلى العديد من السمات البندقية الأخرى.
جسر التنهدات هو أيضًا ألبوم وأغنية للموسيقي الإنجليزي روبن ترور في عام 1974. تمت تغطية الأغنية لاحقًا بواسطة فرقة الميتال التقدمية Opeth للإصدار الخاص من ألبومهم Watershed لعام 2008 . تمت تغطية الأغنية أيضًا بواسطة The Mountain Goats وتم إصدارها في جلسة Lagniappe EP Aquarium Drunkard. ومع ذلك، فإن هذه الأغنية لا تتعلق بالجسر في البندقية، وإنما تستخدم فقط الصورة الشعرية لـ «جسر التنهدات».
يتتبع فيلم A Little Romance عام 1979 صبيًا فرنسيًا وفتاة أمريكية يلتقيان في باريس ويبدآن قصة حب تؤدي إلى رحلة إلى البندقية حيث يأملان في ختم حبهما إلى الأبد بقبلة تحت جسر التنهدات عند غروب الشمس.
تشير أغنية "Jigsaw"، وهي أغنية من ألبوم Fugazi للمخرج ماريليون عام 1984، إلى الجسر، كما تشير أغنية «لا أحد سيريدني أبدا» "No One Is Ever Going To Want Me" الموجودة في ألبوم Giles Corey الذي يحمل نفس الاسم.
سميت إحدى الحركات التي قام بها شخصية لعبة القتال فولكانو روسو على اسم الجسر.
تشير أغنية "A Song for Europe" لروكسي ميوزيك إلى الجسر. «عبر المياه الحريرية - انزلاق الجندول الخاص بي - والجسر يتنهد» تظهر أغنية "Lookaway" لفرقة الروك البريطانية جيمس عبارة «اخترت أن أرقص رقصة الفالس في جسر التنهدات هذا».
.

## معرض صور

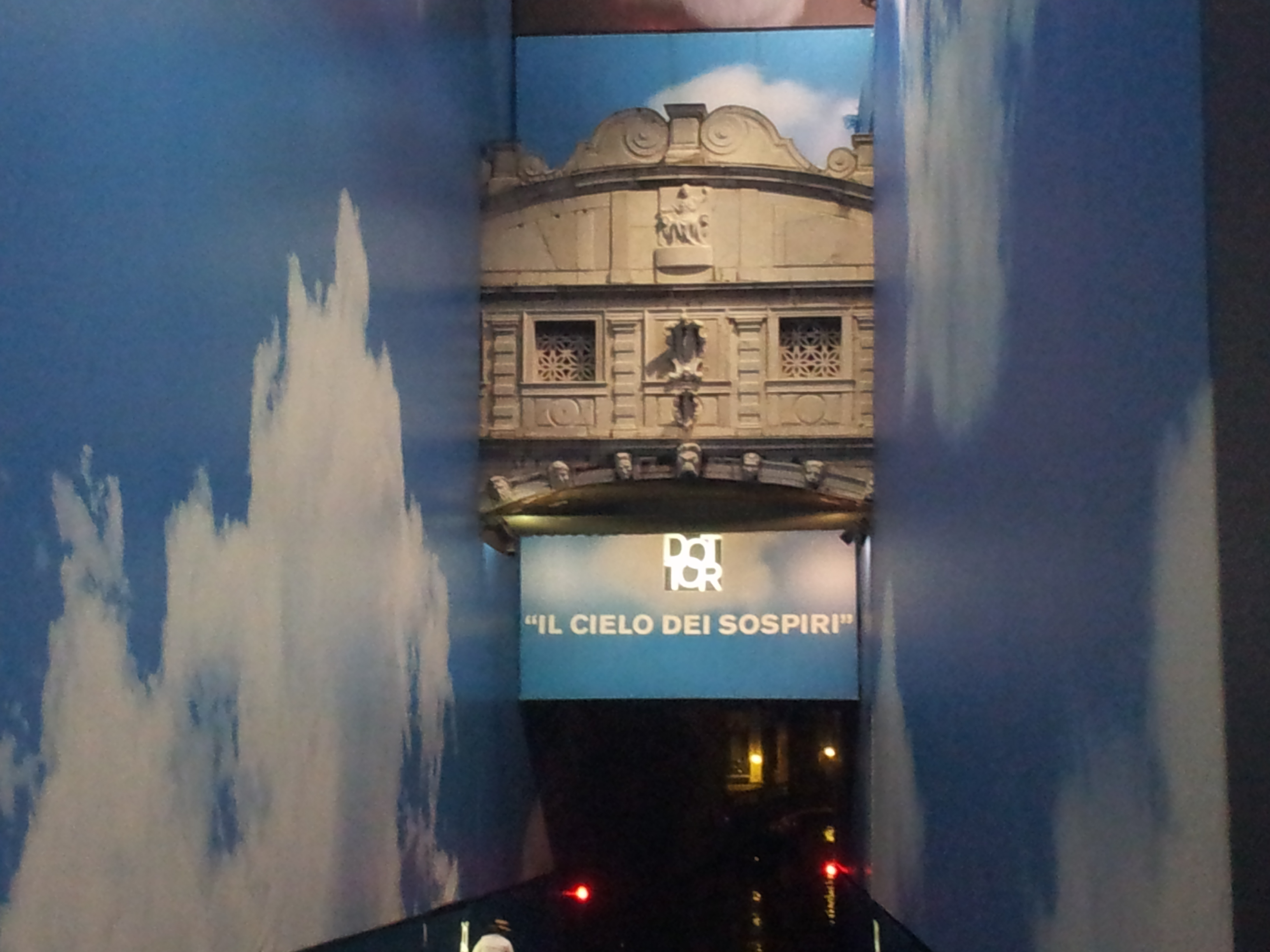
جسر التنهدات أثناء الصيانة
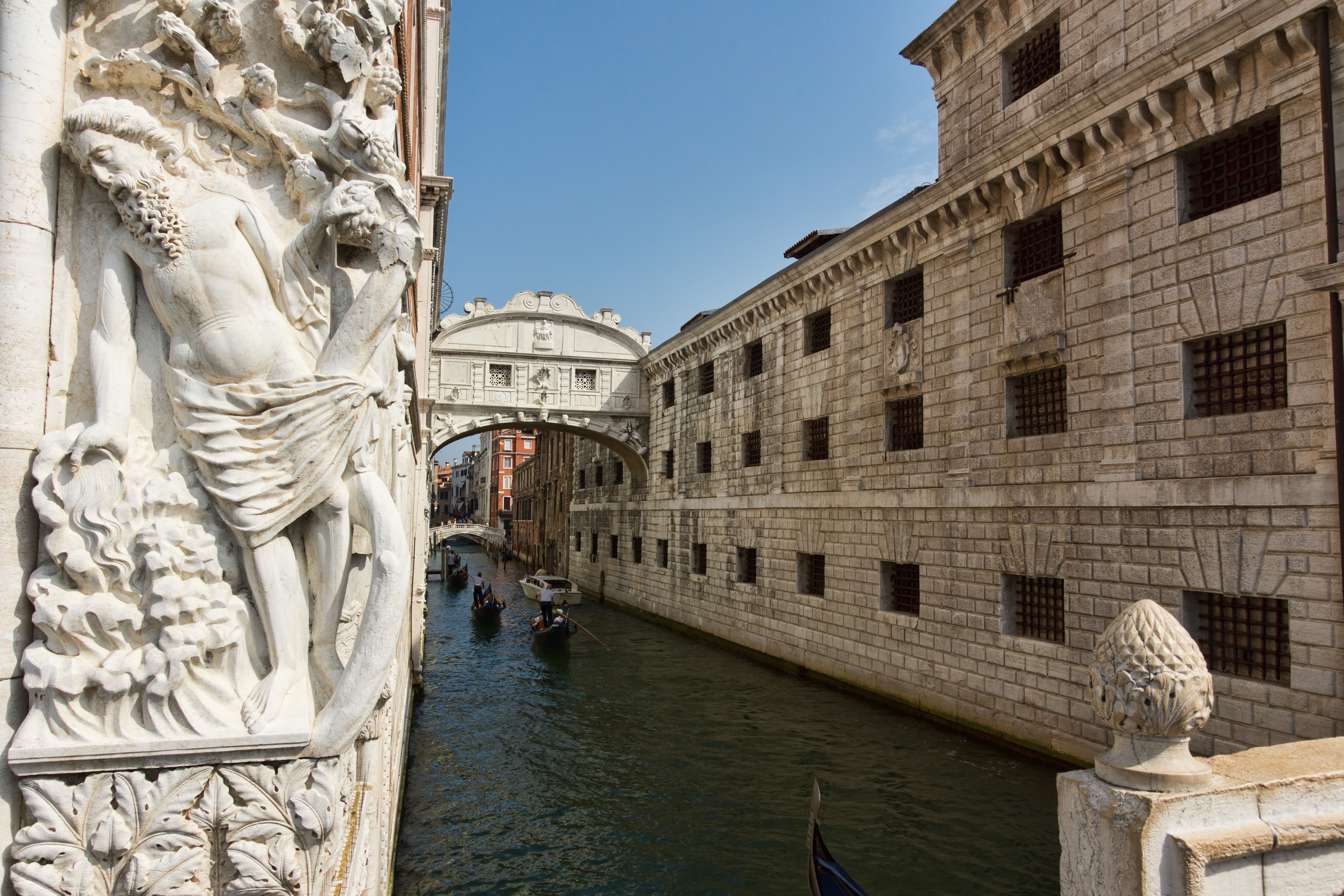
جسر التنهدات يرى من  Ponte della Canonica.
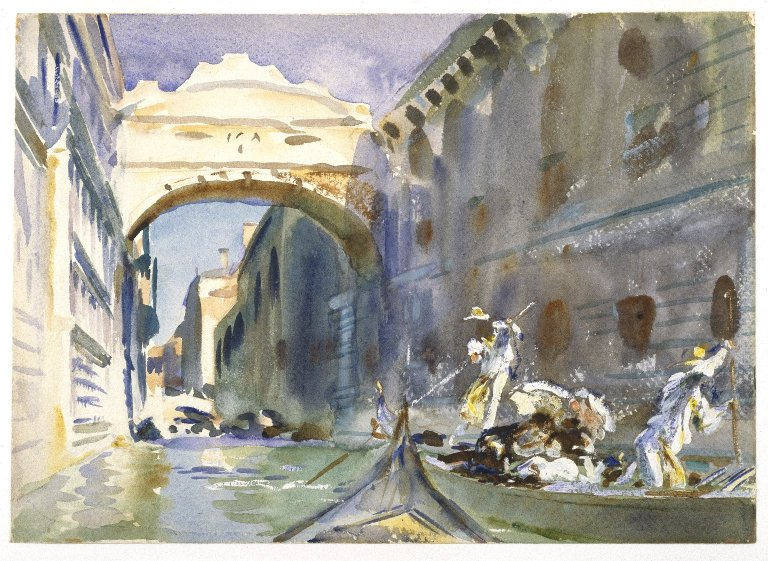
لوحة مائية لجون سينجر سانجريت John Singer Sargent
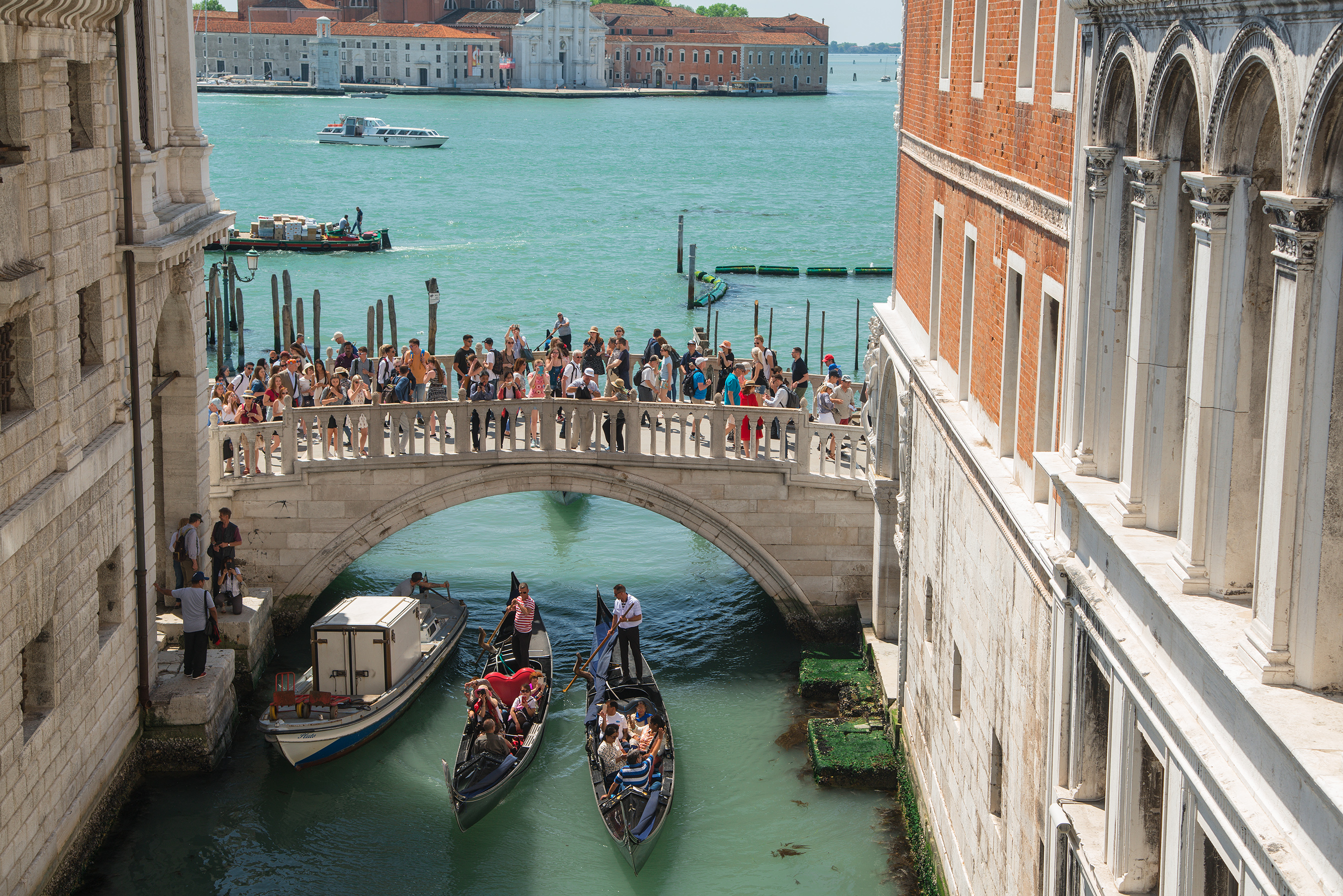
الجسر الذي أمام جسر التنهدات، الصورة مأخوذة من جسر التنهدات.

## روابط خارجية
- Bridge of Sighs, Venice
- جسر التنهدات  على موقع ستركتر

- "Bridge of Sighs, The" . The New Student's Reference Work . 1914. {{استشهاد بموسوعة}}: يحتوي الاستشهاد على وسيط غير معروف وفارغs: |HIDE_PARAMETER10=، |HIDE_PARAMETER4=، |HIDE_PARAMETER2=، |HIDE_PARAMETER11=، |HIDE_PARAMETER13=، |HIDE_PARAMETER8=، |HIDE_PARAMETER9=، |HIDE_PARAMETER5=، |HIDE_PARAMETER1=، |HIDE_PARAMETER3=، |HIDE_PARAMETER7=، |HIDE_PARAMETER6=، و|HIDE_PARAMETER12= (مساعدة)